# Muziekjournalist
Een muziekjournalist is iemand die zich gespecialiseerd heeft in de muziek. Dit kan elk muziekgenre betreffen, van klassiek tot jazz of popmuziek. In dat laatste geval spreekt men ook wel van een popjournalist.
Een popjournalist schrijft recensies over liveoptredens of cd's of neemt interviews af met muzikanten of andere mensen die betrokken zijn bij de muziekindustrie.
Ook het schrijven van biografieën over (overleden) popmuzikanten is een gebied binnen dit vak.
Er zijn in Nederland een aantal journalistieke platformen actief op het gebied van de popmuziek, zowel online als op papier.

## Bekende Nederlandse popjournalisten
- Fer Abrahams
- Leo Blokhuis
- Hester Carvalho - NRC
- Jan Donkers
- Jip Golsteijn - De Telegraaf
- Martin Groenewold

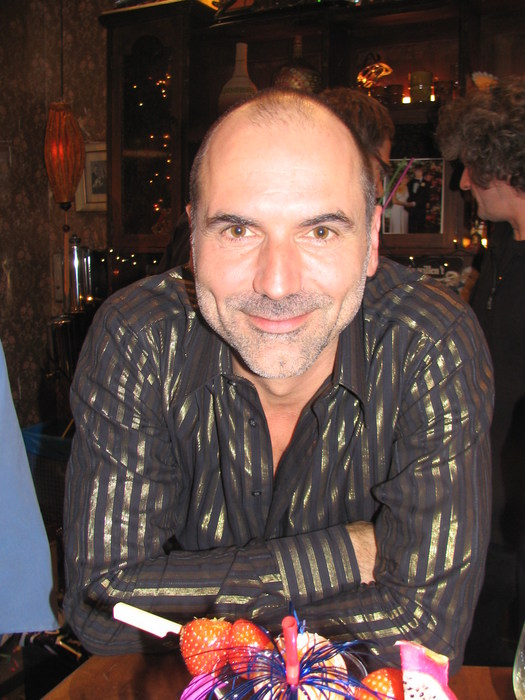
Leo Blokhuis

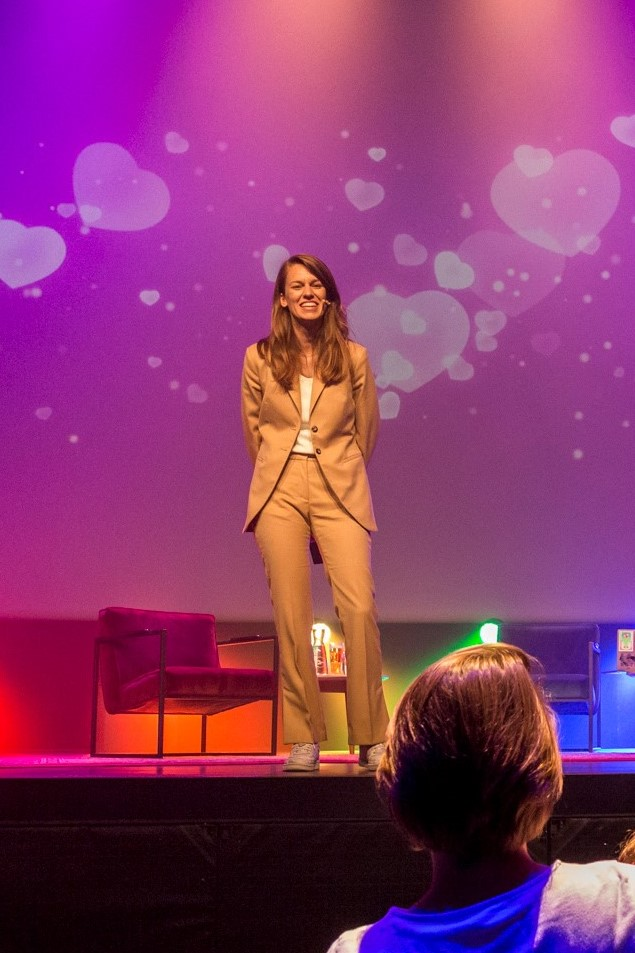
Vera Siemons

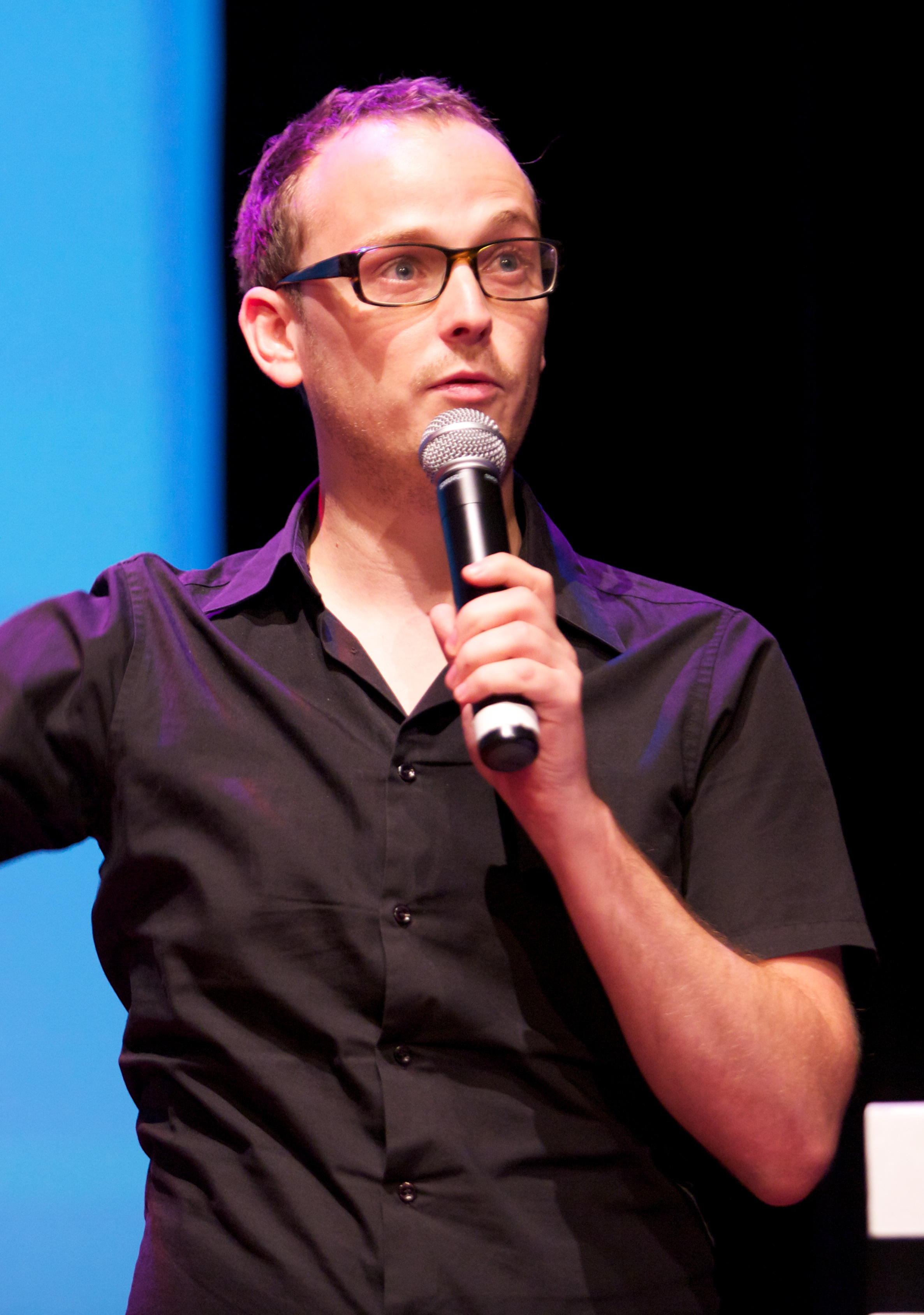
Atze de Vrieze

- Robert Haagsma - Revolver's Lust for Life, Aardschok
- Jean-Paul Heck - Soundz
- Gijsbert Kamer - de Volkskrant
- Bert van de Kamp - OOR
- David Kleijwegt - Vrij Nederland
- Menno Pot - de Volkskrant
- Vera Siemons - YouTube voor 3FM
- Johan van Slooten - Top 40, Hitdossier
- Bram van Splunteren - VPRO
- Saul van Stapele
- Leon Verdonschot
- Skip Voogd - Tuney Tunes
- Atze de Vrieze - 3voor12
- Elly de Waard

## Bekende Belgische popjournalisten
- Patrick De Witte
- Marc Didden
- Gert Keunen
- Marc Mijlemans
- Guy Mortier
- Francis Pieters
- Serge Simonart
- Rudy Vandendaele
- Frank Vander Linden